# Негребецький Юліян

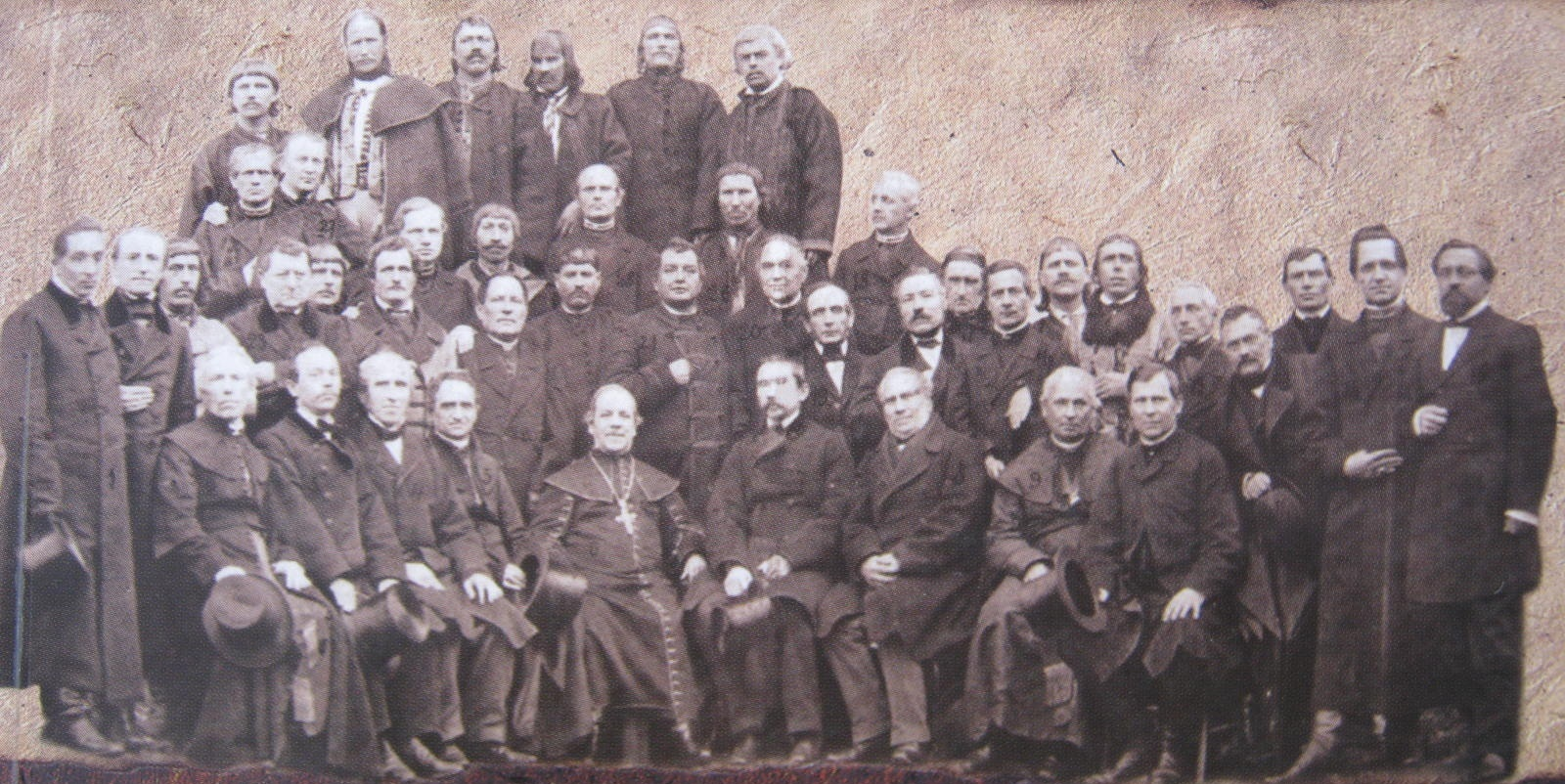
о. Ю.Негребецький (2-й ряд, 2-й зліва

отець Юліян Негребецький (1817, Дорожів, Самбірський округ, Королівство Галичини та Володимирії, Австрійська імперія — 19 грудня 1878, Купновичі, Рудківський повіт, Королівство Галичини та Володимирії, Австро-Угорщина) — український греко-католицький священник, громадський діяч.
З 1837 р. пройшов навчання у греко-католицькій семінарії та вивчення теології у Віденському університеті. Висвячений у священники в 1842 році. З 1842 р. — капелан і адміністратор парафії у Беньковій Вишні; з 1860 р. — парох у Купновичах, з 1867 р. — також декан Комарненського деканату.
Посол Галицького сейму 1-го скликання від 22 округу Рудки — Комарне (обраний від IV курії, входив до складу «Руського клубу»). 
Посол першої каденції австрійського Райхсрату (1861), представляв сільські громади судових повітів Львів, Винники, Щирець, Городок, Янів, Самбір, Старе місто, Стара Сіль, Турка, Бориня, Дрогобич, Підбуж, Рудки, Комарно, Лука і Меденичі. Втратив мандат через неявку на сесію без отримання відпустки.